# Кейт Бекет
Катрин Хоугтън Бекет Касъл е измислен персонаж от сериала „Касъл“ на телевизия ABC. Ролята се изпълнява от Стана Катик. В българския дублаж се озвучава от Гергана Стоянова, а в първи сезон на Александра Аудио от Елена Бойчева.

## Връзка с Касъл
Писателят Ричард Касъл се запознава с инспектор Кейт Бекет, от 12участък, благодарение на едно убийството. Когато сериен убиец, убива досущ както Касъл в романите си, полицията се нуждае от неговата помощ, за да разреши случая. След като приключват с този случай, Касъл бива омагьосан от следовател Бекет, и в нейното лице вижда своето ново вдъхновение. Години наред двамата работят рамо до рамо, с минаването на времето между тях пламват искри. Във финала на 3-ти сезон, Касъл признава любовта си към Кейт, когато тя е простреляна в гърдите, но тъй като не е готова за такава стъпка в живота си, тя се преструва, че не помни нищо от деня на стрелбата. Във финала на сезон 4, Бекет най-накрая решава да не крие повече чувствата си към него и двамата започват връзка. Касъл ѝ предлага брак във финала на сезон 5, а в премиерата на сезон 6 тя приема. През целия 6-и сезон те планират перфектната сватба, но тя не е осъществена, понеже Касъл е отвлечен. В премиерния 7-и сезон, след два месеца в неизвестност, Касъл е намерен, но не помни нищо от това време, в което го е нямало. Той многократно съобщава на Бекет, че съжалява за всичко това, на което я е подложил. Бекет му прощава и сключват дългоочакваният брак. Във финала на сезона Бекет трябва да избере между това да стане капитан на 12-и участък или сенатор на Ню Йорк, но тя избира да бъде капитан. В 8-и сезон Касъл и Бекет, постепенно се приспособяват към промените в кариерата на Бекет, когато мистериозно обаждане от непознат предизвиква поредица от заплетени събития. Касъл и Бекет разследват заедно, но тънката граница между живота и смъртта е почти нарушена. В последния епизод на сериала и двамата са простреляни, но въпреки това оцеляват и седем години по-късно създават семейството и имат три деца. Последните думи на Касъл и Бекет са „винаги“ и те показват епичната връзка на един писател и неговата муза, изправени срещу борбата с престъпността и правосъдието.